# Козловський Осип Антонович
Осип (Йосип) Антонович Козловський (1757, Прапойське староство, тепер Славгородський район — 27 лютого (11 березня) 1831, Санкт–Петербург, Російська імперія) — білоруський, польський та російський композитор, органіст.

## Життєпис
3 білоруської шляхти. 3 1768 року навчається у варшавській каплиці при церкві св. Яна. У 1773—1778 рр. вчителем музики був Михайло Клеофаса Огінський в Гузові під Варшавою. Осип Козловський відвідує резиденцію Михайла Казимира Огінського у Слонімі. У 1780-х роках на запрошення Р. А. Потьомкіна переїжджає до Петербурга, де швидко здобуває загальне визнання та авторитет, як композитор і організатор музичного життя російської столиці (з 1799 р. «інспектор музики» імператорських театрів, з 1803 р. «директор музики»). Тут він зустрічається з Михайлом Клеофасом Огінським та публікує його твори. На початку ХІХ ст. відвідав маєток Залесся на Гродненщині, написав музику до вистави «Дажинки в Залесси». Він відвідав садибу Ракіцьких у Гарадзіщі поблизу Мінська, де брав участь у концертах та давав уроки музики Каролю Єльському. Після 1819 року переїхав до Прапойська (нині Словгород), де працював керівником хору та оркестру графа Муромцева.

## Творчість
Популярність і славу Козловському, як композитору приніс святковий полонез «Грім перемоги, звуки», написаний з нагоди взяття Ізмаїла в 1791 році, який фактично став державним гімном Російської імперії. Його твори написані, головним чином, у нових для російського музичного мистецтва того часу жанрах: «Реквієм» (1798, по смерті останнього короля Польщі та Великого князя Литовського Станіслава Августа Понятовського), оркестрові та фортепіанні полонези, ліричні пісні–романси, в тому числі 30 «російських пісень», мелодрами (музика до трагедій Я. Расіна, В. А. Озерова, Ю. Б. Княжнина, А. Грузинцева та інших). Він наблизив жанр"трагедії на музиці" до опери. Один із творців російського романсу. Автор увертюр та антрактів для оркестру, який підготував грунт для російської програмної симфонії.
Подружжя Даглінка Козловського вважають класиком російської музики, творцем героїко-драматичного та лірико-психологічного напрямку в симфонічній музиці. Музика Козловського є піднесена, трагічна («Бетховен») та лірично–сентиментальна. Твори поєднують риси класичного та романтичного світогляду. Творчість Козловського, поєднана з культурами Білорусі, Польщі та Росії, є яскравим і досконалим прикладом мистецтва, яке підготувала настання самої епохи романтизму.